# Seznam fotografek

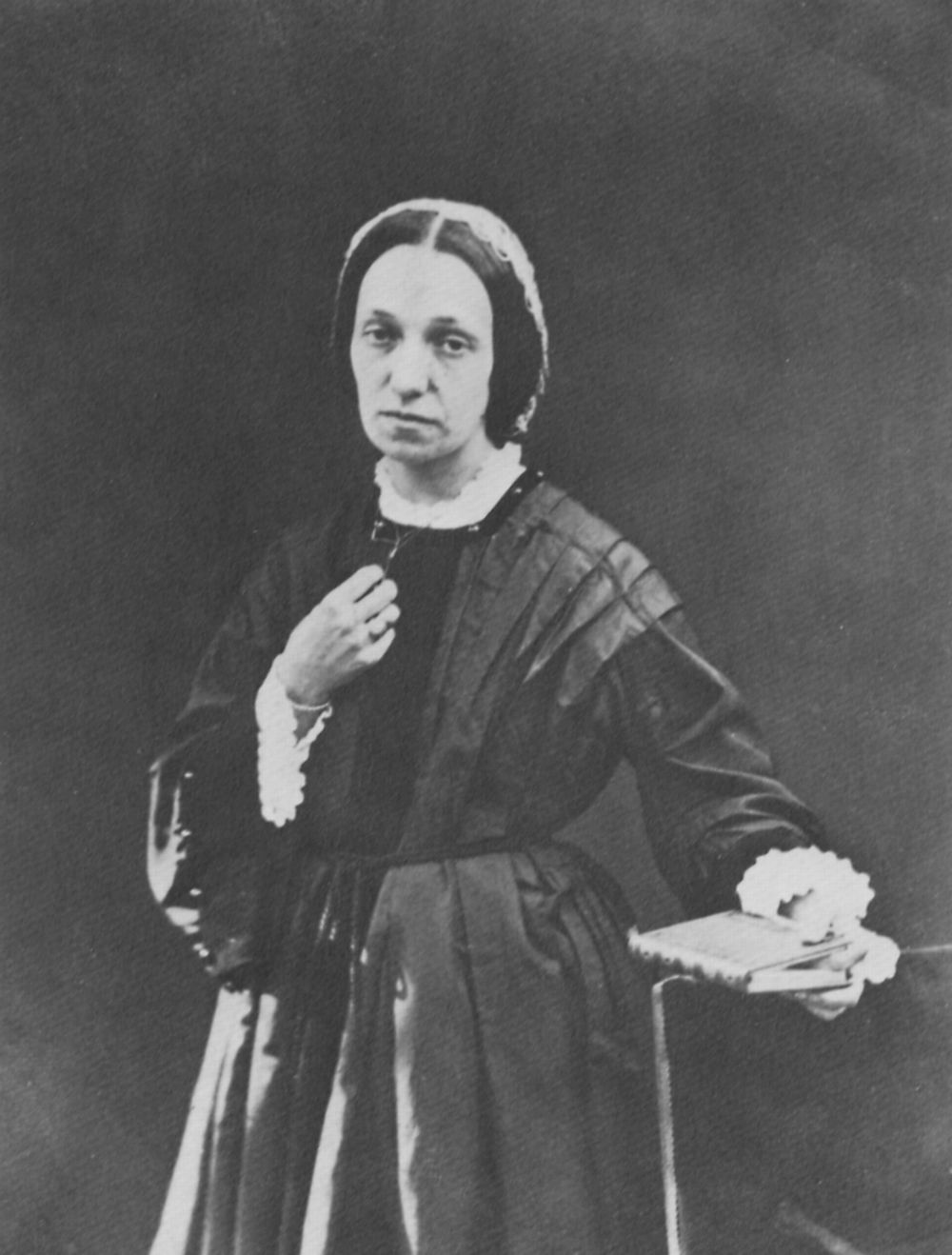
Julia Margaret Cameronová, autoportrét

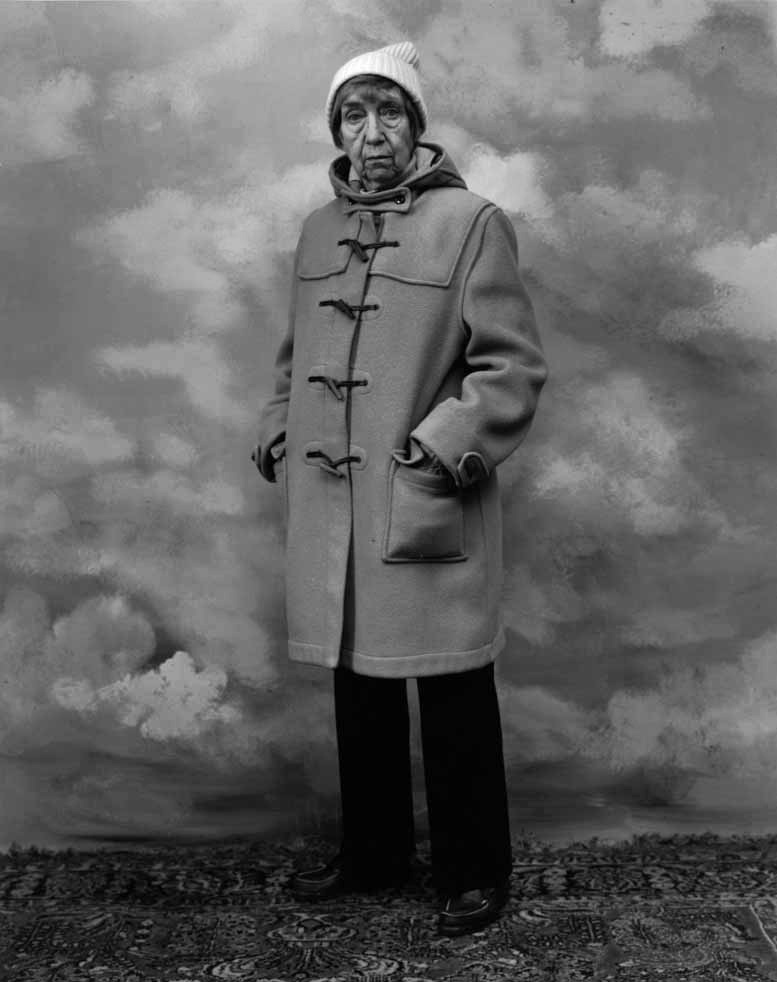
Berenice Abbottová 1898–1991

Toto je seznam významných světových fotografek.

### A
- Berenice Abbottová 1898–1991
- Karimeh Abbud 1896–1955
- Sarah Angelina Acland 1849–1930
- Heather Angel 1941–
- Eleanor Antin 1935–
- Diane Arbusová 1923–1971
- Eve Arnoldová 1913–
- Anna Atkins 1799–1871
- Alice Austenová 1866–1952

### B
- Vivienne Balla (1986–)
- Tina Barneyová (1945–)
- Hilla Becherová (1934–2015) (manželka Bernda Bechera)
- Ruth Bernhard (1905–2006)
- Margaret Bourke-White (1906–1971)
- Lola Álvarez Bravo (1907–1993)
- Esther Bubley (1921–1998)

### C
- Marion Carpenterová, (1920–2002), první fotografka National Press Photographer pracovala ve Washingtonu, D.C., pro Bílý dům a cestovala s americkým prezidentem.
- Claude Cahun (1894–1954)
- Sophie Calle (1953–)
- Julia Margaret Cameronová (1815–1879)
- Elinor Carucci (1971–)
- Carolyn Cole (1961–), americká dokumentární fotografka deníku Los Angeles Times, konflikty v Iráku, Kosovu, Afghánistánu, na Haiti a v Libérii, kde v roce 2004 získala Pulitzerovu cenu z obléhání hlavního města Monrovie.
- Marie Cosindas (1925–)
- Imogen Cunningham (1883–1976)

### D
- Louise Dahl-Wolfe 1895–1989
- Lynn Davis 1944–

### F
- Mary Georgina Filmer (roz. Cecil, 1838–1903)
- Anna Fox (* 1961)
- Mary Fitzpatricková (* 1968), známá svými obrazy prostor opuštěných po konfliktu
- Gisèle Freund (1908–2000)
- Eva Fuková (1927–2015)

### G
- Anne Geddes 1956–
- Wilda Gerideau-Squires 1946–
- Laura Gilpin 1891–1979
- Nan Goldin 1953–
- Katy Grannan 1969–

### H
- Jacqueline Hassink (1966–)
- Masumi Hayashi (1945–2006)
- Annemarie Heinrich (1912–2005)
- Hiromix (1976–)
- Hannah Höchová (1889–1978)
- Candida Höferová (1944–)
- Martha Holmes (1923–2006)
- Roni Horn (1955–)

### I
- Mijako Išiuči 1947–

### J
- Lotte Jacobi (1896–1990)
- Frances Benjamin Johnston (1864–1952)

### K
- Gertrude Käsebier (1852–1934)
- Rinko Kawauchi (1972–)

### L

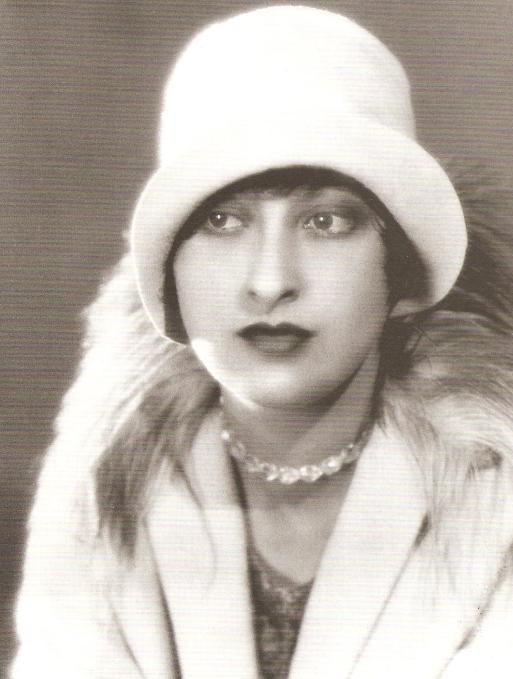
Ruth Harriet Louise, autoportrét

- Dorothea Lange (1895–1965)
- Nikki S. Lee (1970–)
- Annie Leibovitz (1949–)
- Zoe Leonard (1961–)
- Helen Levitt (1907–2009)

- Ruth Harriet Louise (1903–1940)
- Markéta Luskačová (1944–)
- Loretta Lux (1969–)

### M
- Sally Mann (1951–)
- Mary Ellen Mark (1940–2015)
- Kate Matthews (1870–1956)
- Linda McCartney (1942–1998)
- Wendy McMurdo (1962–)
- Susan Meiselas (1948–)
- Hansel Miethová (1909–1998)
- Lee Miller (1907–1977)
- Lisette Model (1906–1983)
- Tina Modotti (1896–1942)
- Lucia Moholy (1894–1989)
- Inge Morath (1923–2002)
- Barbara Morgan (1900–1992)

### N
- Shirin Neshat (1957–)

### O
- Catherine Opie (1961–)
- Ruth Orkin (1921–1985)

### P
- Sylvia Plachy (1943–)
- Melanie Pullen (1975–)

### R
- Bettina Rheims (1952–)
- Leni Riefenstahl (1902–2003)
- Grace Robertson (1930–)
- Ruth Robertson (1905–1998)
- Barbara Rosenthal (1948–)

### S
- Cindy Sherman (1954–)
- Shima Ryū (1823–1899)
- Mieko Shiomi (1909–1984)
- Lorna Simpson (1960–)
- Annegret Soltau (1946–)
- Hilda Sjölin (1835–1915)
- Sandy Skoglund (1946–)
- Jo Spence (1934–1992)

### T
- Rose Tang (1967–)
- Anya Teixeira (1913–1992)
- Gerda Taro (1910–1937)
- Joyce Tenneson (1945–)

### U
- Doris Ulmannová (1884–1934)

### W
- Carrie Mae Weems (1953–)
- Linda Wolf (1950–)
- Marion Post Wolcott (1910–1990)
- Francesca Woodman (1958–1981)

### Y
- Catherine Yass (1963–)
- Zaida Ben-Yusufová (1869 – 1933)
- Madame Yevonde (1893–1975)

## Galerie

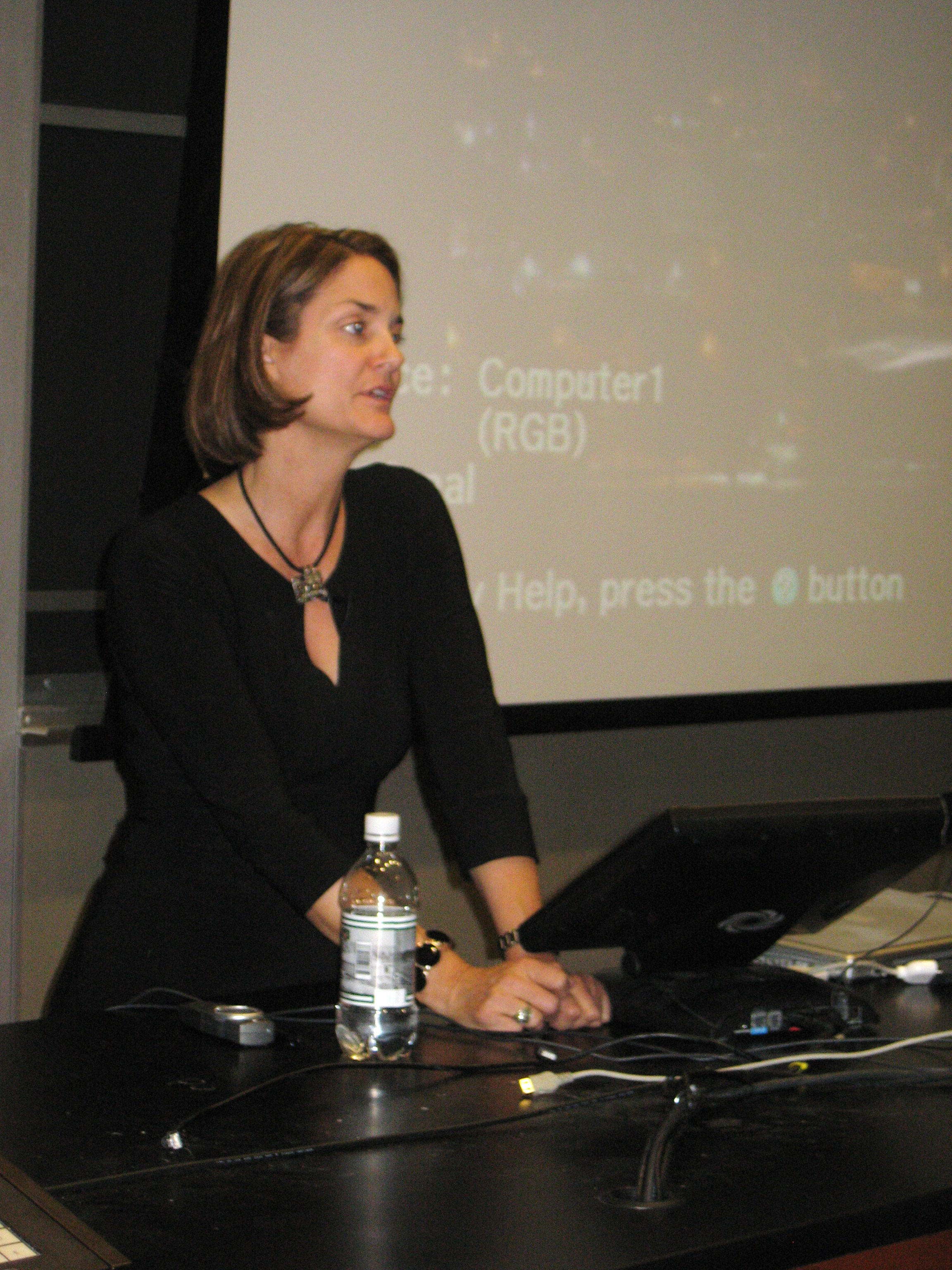
Carolyn Cole
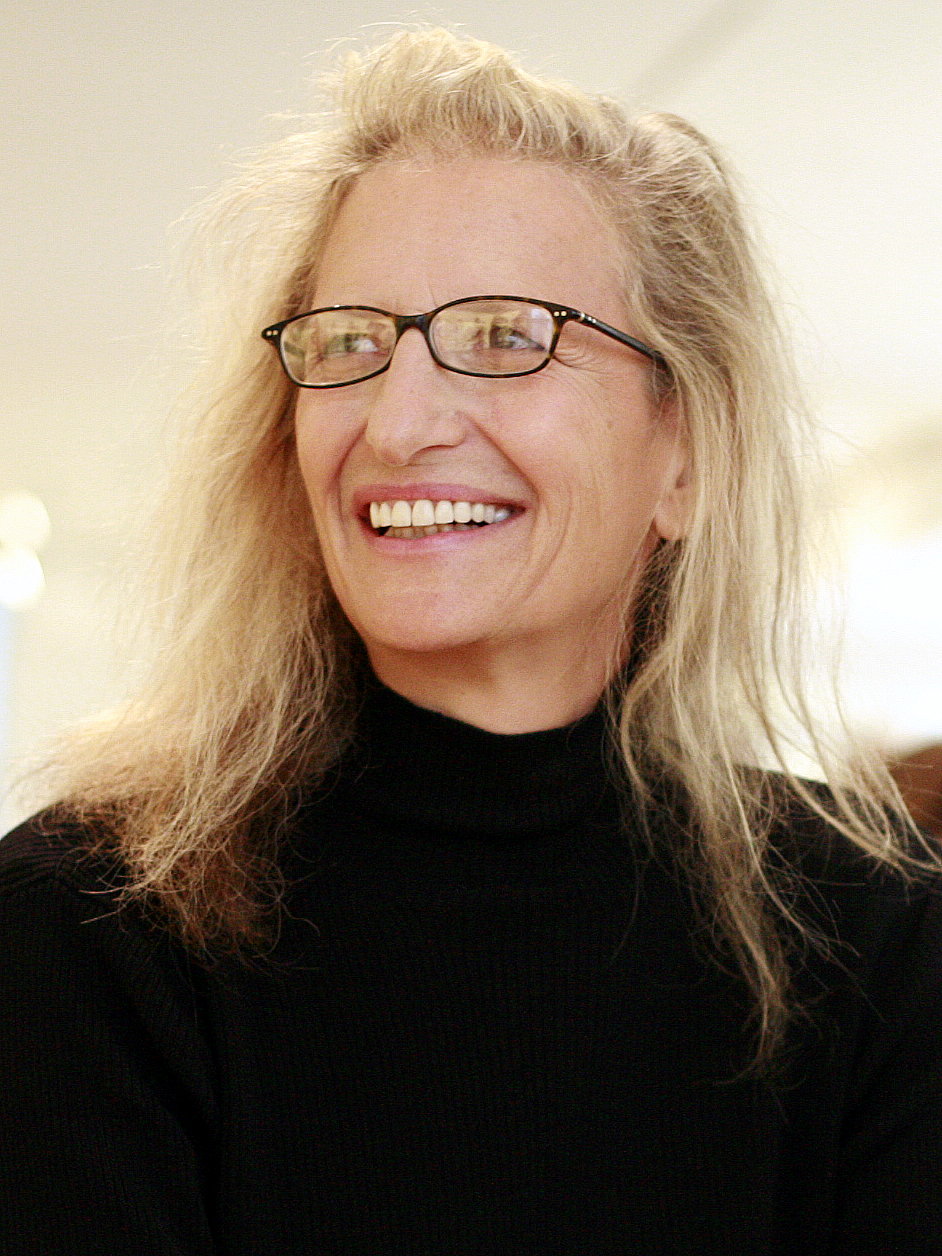
Annie Leibovitz